# Harold Bridgwood Walker
Harold Bridgwood Walker (né le 26 avril 1862 à Dilhorne - mort le 5 novembre 1934 à Crediton) est un général britannique.

## Biographie
Il a servi dans l'Armée britannique lors de la Première Guerre mondiale. Il dirige les troupes australiennes et néo-zélandaises. Il est remplacé en 1918, lorsque la décision politique est prise de faire diriger les troupes australiennes par un Australien.

### Début de carrière
Walker est né à Dilhorne, dans le comté de North Staffordshire, en Angleterre, le 26 avril 1862, c'est un descendant de George Walker. Il fait ses études à Shrewsbury et au Jesus College à Cambridge. Il rejoint l'armée britannique au Duke of Cornwall's Light Infantry en 1884. Il sert au Soudan jusqu'en 1886. Au déclenchement de la première guerre mondiale, il est officier d'état major de l'armée britannique indienne.
Lors de la formation de l'ANZAC au sein de l'armée indienne du général William Birdwood, Walker devient chef de corps avec le grade de général de brigade.

### L'ANZAC
Lors du débarquement dans la péninsule de Gallipoli, il est chargé de préparer les plans du débarquement de l'ANZAC, mais il se décharge sur son subordonné le lieutenant-colonel Andrew Skeen. Walker souhaite avoir un commandement opérationnel, ce souhait se réalise le 25 avril 1915 lorsque le colonel Francis Johnston (en), le commandant de la brigade d'infanterie de Nouvelle-Zélande, tombe malade. Walker prend le commandement de l'aile gauche de l'ANZAC jusqu'au rétablissement du colonel Johnston. Il prend le commandement de la 1re brigade d'infanterie australienne le 30 avril 1915 à la suite de la mort du colonel HN MacLaurin tué lors de la contre-attaque turque du 27 avril 1915.
Le 15 mai 1915, le major général WT Bridges, commandant en chef australien et chef de la 1re division, est tué par un sniper, le commandement de la division et du corps passe à Walker. Il est à la tête de la division lors de la contre-attaque turque du 19 mai 1915 qui ne parvient pas à percer les lignes de l'ANZAC malgré les 10 000 pertes. Il organise le lendemain une trêve sur la colline MacLaurin pour le retrait des blessés du champ de bataille qui est officialisé le 24 mai 1915.

Le gouvernement australien prend la décision de confier le commandement du corps australien à un officier australien, le corps australien est ainsi confié au colonel JG Legge. Jusqu'à l'arrivée de Legge, Walker dirige le corps australien puis il reprend la tête de la 1re division. Il dirige cette division durant la bataille de Gallipoli et une grande partie de la campagne du corps australien sur le front de l'Ouest.

### Bataille de Lone Pine
Walker participe avec la 1re division australienne à l'offensive du mois d'août 1915. Cette attaque du 9e corps britannique formé des divisions néo-zélandaise et australienne consiste à un débarquement des troupes sur Suvla. Le rôle de la 1re division est de déclencher une attaque de diversion à Lone Pine et une attaque secondaire sur la tranchée dite des officiers allemands afin d'éliminer les mitrailleuses de cette tranchée qui prennent en enfilade des positions alliées.

L'attaque de la tranchée est déclenchée à minuit, le 7 août 1915, par le 6e bataillon australien de la 2e brigade commandé par le lieutenant-colonel H.G. Bennett. Après trois assauts infructueux, Walker décide d'annuler l'attaque sur cette partie du front. Le 29 septembre 1915, Walker est enterré vivant dans son abri par l'explosion d'un obus, il est grièvement blessé 15 jours plus tard par des tirs de mitrailleuses lors d'une visite des premières lignes. Il est d'abord remplacé par le brigadier-général Talbot Hobbs jusqu'à la maladie de ce dernier, puis par brigadier-général H.G. Chauvel.

### Front de l'Ouest
En mars 1916, après l'évacuation de la péninsule de Gallipoli, Walker et sa division se positionnent dans un secteur calme du front près d'Armentières. Après le début de la bataille de la Somme, l'ANZAC est intégré dans l'armée de réserve de Gough. Gough insiste sans résultats, auprès de Walker pour le déclenchement d'attaques sur Pozières. Ce dernier refuse de déclencher des attaques sans une préparation d'artillerie préalable. Le 23 juillet 1916, il attaque avec succès Pozières. La 1re division australienne est relevée, elle tient par deux fois le front devant Pozières et devant Flers au cours de l'hiver 1916 - 1917.

En avril 1917, Walker et son chef d'état major le colonel T.A. Blamey planifient la capture des villages fortifiés de Boursies, Hermies et Demicourt au cours de la retraite allemande sur la ligne Hindenbourg. Il participe ensuite à la tête de sa division à la bataille de Passchendaele.

Au cours des offensives allemandes du printemps 1918, Walker et sa division font partie de la réserve de la seconde armée de Plumer. Ils construisent des défenses dans le secteur d'Hazebrouck en Artois et participent à l'arrêt de l'offensive allemande Georgette.
Le gouvernement australien fait le choix politique de laisser la totalité des commandements de ses troupes à des officiers australiens ou des membres de l'Australian Imperial Force (AIF). Le 5 mars 1918, le général Birdwood informe le quartier général de la Force expéditionnaire britannique de la volonté de remplacer tous les officiers non membre de l'AIF au fur et à mesure que des places d'officier se libèrent dans l'armée britannique. Cependant, Birdwood insiste pour que Walker soit le dernier officier à être remplacé. Walker est ainsi toujours aux commandes de la 1re division pendant les combats à Hazebrouck.

Birdwood est promu à la tête des restes de la 5e armée à la suite de l'offensive allemande Michaël. Walker, de par son ancienneté peut prétendre au poste de commandant du Corps expéditionnaire australien qui est finalement attribué à l'australien John Monash. En juillet 1918, Walker est muté à la tête de la 48e division d'infanterie du South Midland localisée en Italie.